# Necropoli di Sant'Andrea Priu
La necropoli ipogeica di Sant'Andrea Priu è un sito archeologico di età prenuragica situato sul lato meridionale della fertile piana di Santa Lucia, in comune di Bonorva (città metropolitana di Sassari) da cui dista una decina di chilometri. Il complesso, uno dei più importanti della Sardegna, è composto da una ventina di tombe ipogeiche del tipo a domus de janas, una delle quali con i suoi diciotto vani risulta essere una delle più ampie fra quelle presenti nel bacino del Mediterraneo.
La necropoli occupa il fronte di un affioramento trachitico alto una decina di metri e lungo 180; gli ingressi alle domus si trovano tutti a qualche metro di altezza dal piano di campagna e alcune di esse risultano di difficile accesso a causa del distacco di una parte consistente del fronte roccioso. Al loro interno la fedele riproduzione di particolari architettonici tipici delle coeve abitazioni (travi, travetti, architravi, stipiti, pilastri e zoccolature perimetrali) tendenti a ricreare un ambiente dall'aspetto simile al luogo in cui il defunto aveva trascorso la sua esistenza.
Cronologicamente il complesso si colloca nella cultura di Ozieri del Neolitico Finale (3500-2900 a.C.) con utilizzo e parziali modifiche anche strutturali di alcuni ipogei protrattisi fino ad epoca medievale.
Fra le domus che compongono la necropoli, tre di esse, la Tomba del capo, la Tomba a capanna circolare e la Tomba a camera, rivestono una particolare importanza per la loro spettacolarità e l'ottimo grado di conservazione.
Nel 2025 il sito è stato inserito, assieme ad altre domus de janas presenti nell'isola, nella lista dei patrimoni dell'umanità dell'UNESCO.

## La tomba del capo

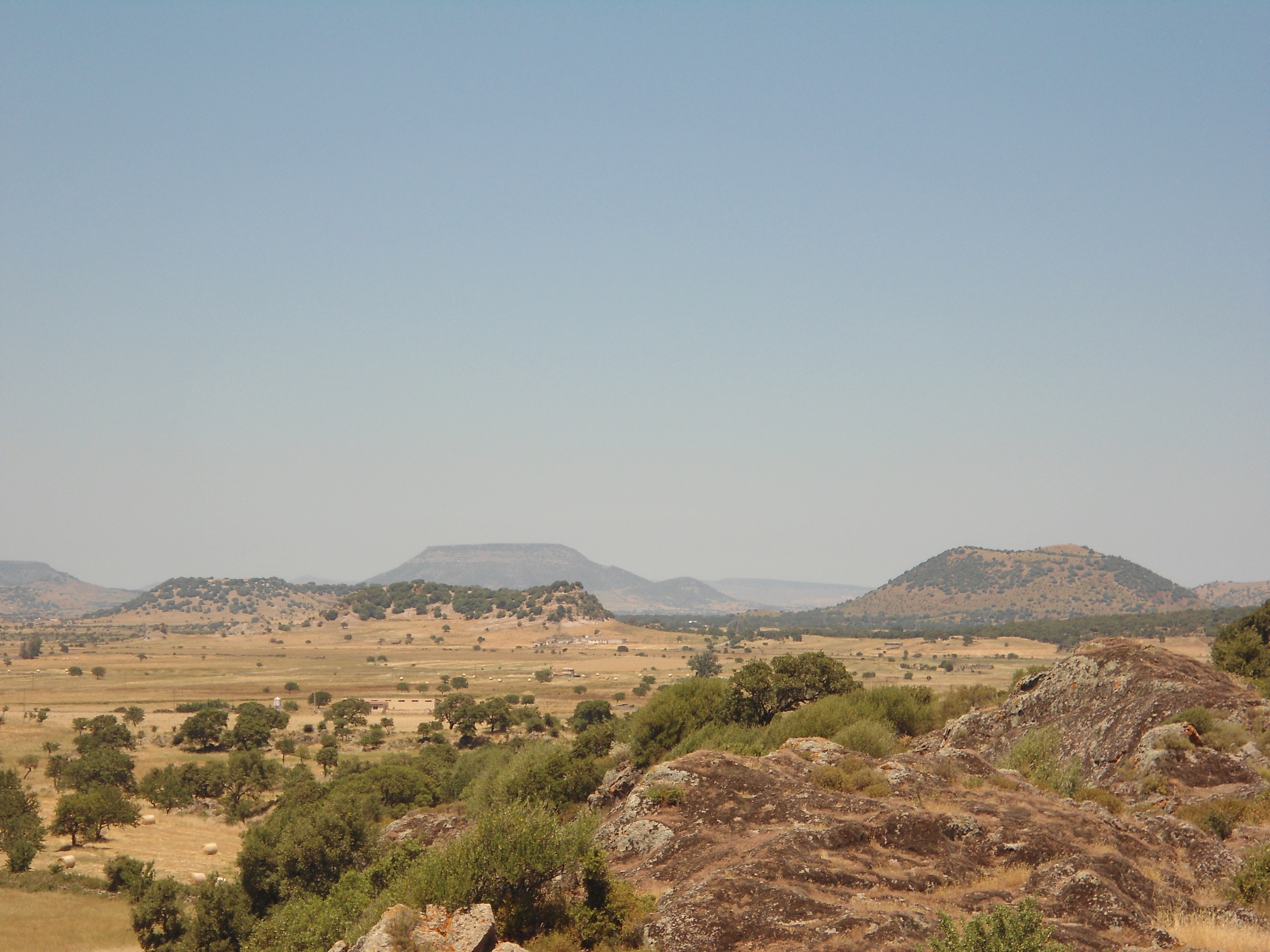
La conformazione orografica nei pressi del sito

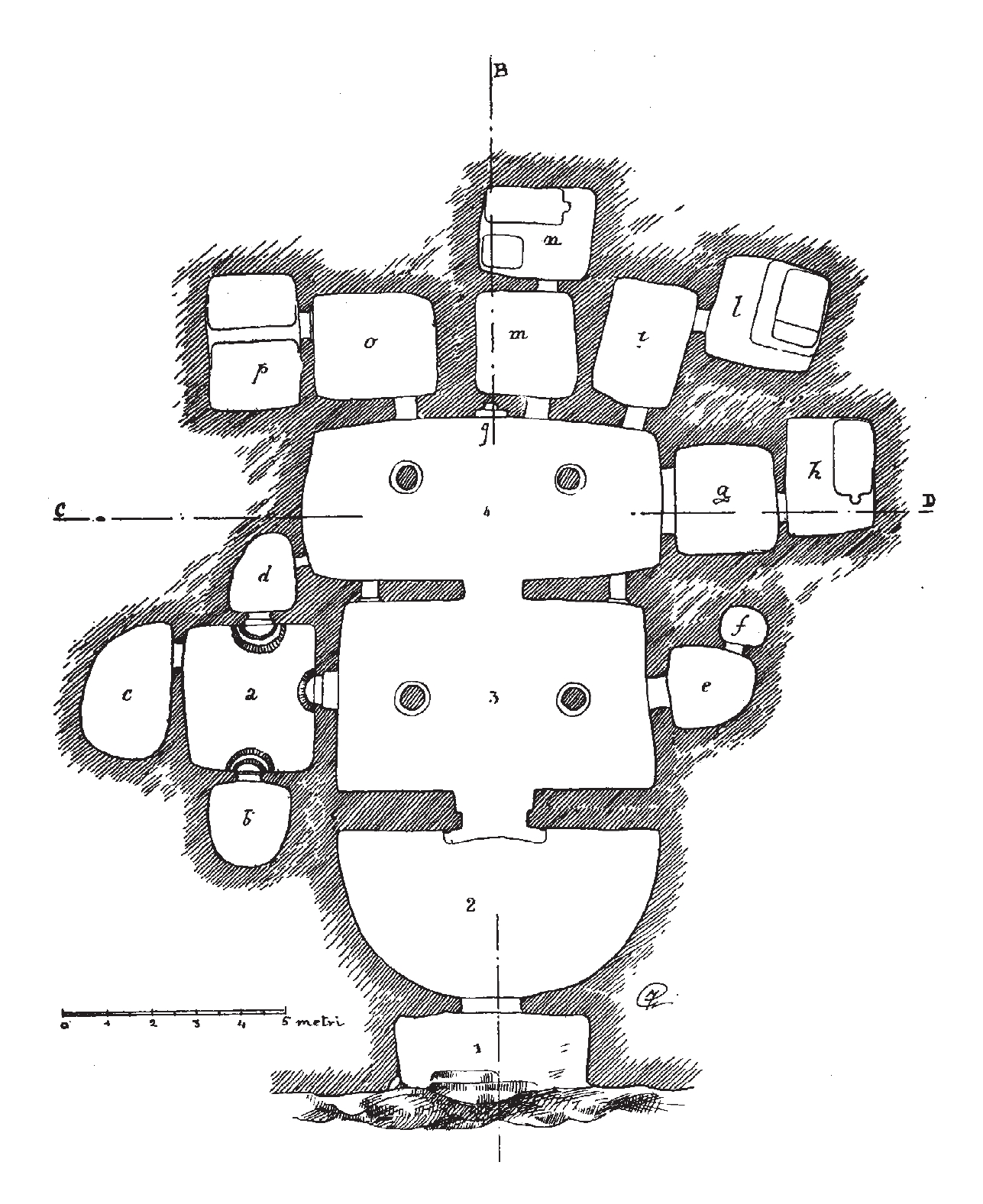
Pianta de La Tomba del capo

Con i suoi 18 vani ed un'estensione di circa 250 m², la Tomba del capo è una delle più spettacolari domus conosciute. Questa si sviluppa in senso longitudinale ed è composta da un piccolo atrio, che funge da ingresso, un'anticella (una sorta di vestibolo) e due ampie stanze dalle quali dipartono altre stanze più piccole, che a loro volta conducono ad altri ambienti, con loculi e piani per la deposizione dei defunti.
In periodo romano e poi bizantino la Tomba del capo fu trasformata in una chiesa rupestre e più volte intonacata e affrescata in diversi punti. Adattata al culto forse già nel periodo bizantino, fu riconsacrata, nel 1313, dal vescovo di Sorres Guantino di Farfara ed intitolata a sant'Andrea. Con la trasformazione in chiesa rupestre gli ambienti principali vennero utilizzati rispettivamente come nartece per i catecumeni, aula per i fedeli battezzati e bema (o presbiterio) riservato agli officianti i riti religiosi. Questo luogo è considerato una delle prime chiese nel tempo delle persecuzioni e l'ennesima dimostrazione di un tempio cristiano costruito in uno spazio pagano.
L'anticella della tomba è un ambiente semicircolare di circa 20 m², caratterizzato da un soffitto lavorato con travetti a rilievo che simulano fedelmente le travi di legno della copertura delle capanne. Il pavimento è interessato dalla presenza di numerose coppelle votive preistoriche (piccoli incavi emisferici con funzione rituale), una decina delle quali racchiuse all'interno di un cerchio di un metro di diametro, posizionato all'incirca al centro del vano. Sulla parte sinistra sono presenti due fosse terragne (tombe la cui lastra di copertura è inserita a livello del suolo o poco più in alto) di m 0,60 per 1,90 circa ciascuna.
Attraverso una apertura di m 1,45 per 2 di altezza, ornata con evidenti stipiti ed architrave, si passa al vano successivo che, con i suoi 30 m2, risulta l'ambiente più ampio della domus. Qui il soffitto, non lavorato, passa da un'altezza minima di 2,75 m ad una massima di 3 ed è sorretto da due colonne rastremate di circa 60 cm di diametro medio. 

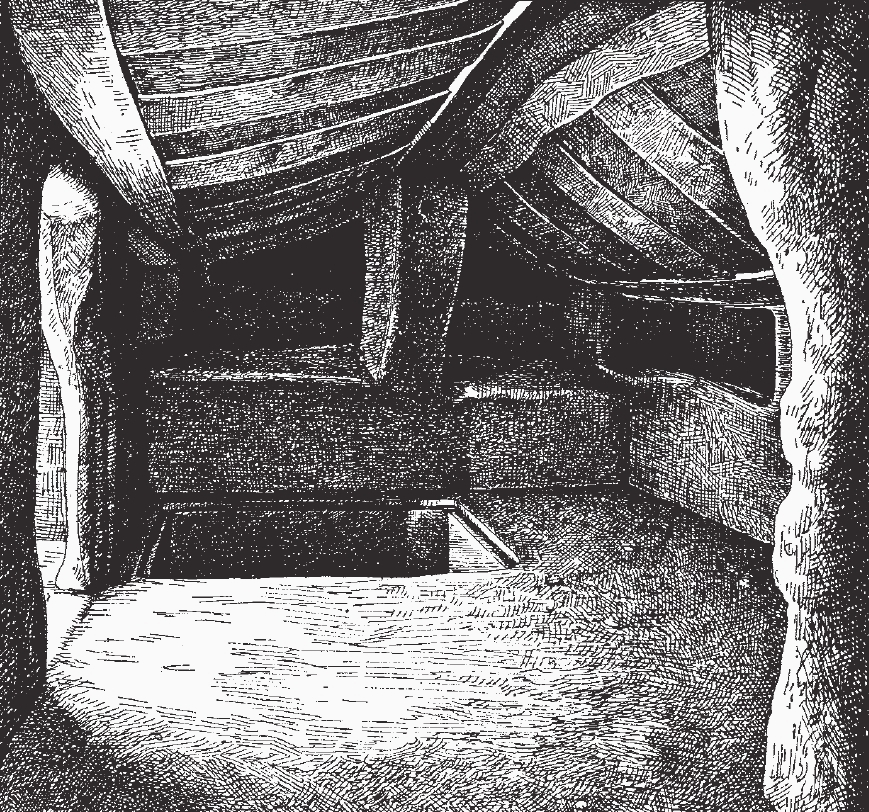
La Tomba a camera.

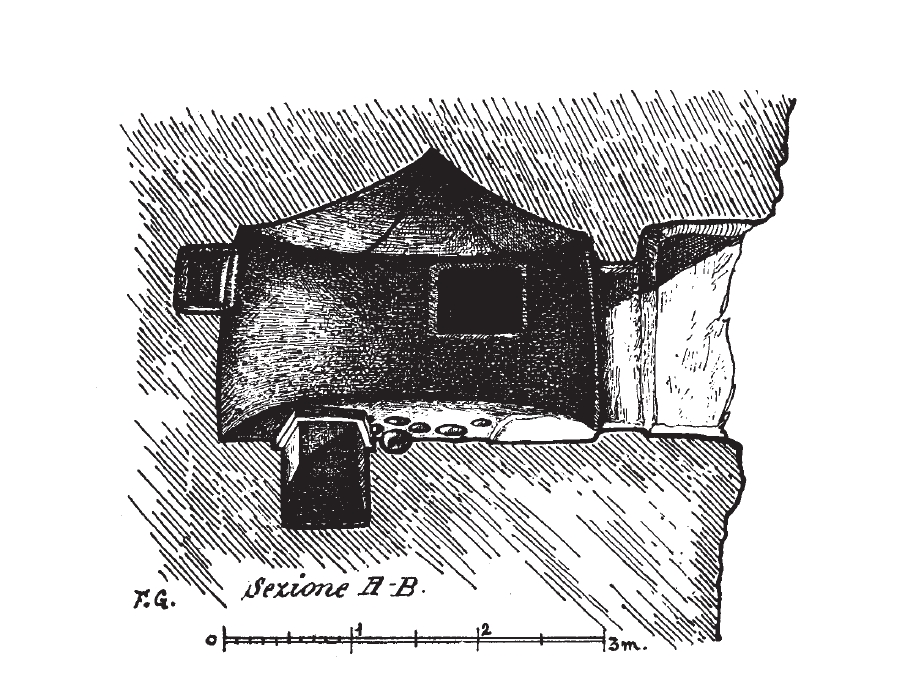
La Tomba a capanna vista in sezione.

Importanti restauri effettuati nel 1969 hanno riportato alla luce iscrizioni medievali e affreschi paleocristiani su due strati - ascrivibili quindi a due differenti periodi - con figura femminile, ghirlande ed uccelli. Il soffitto conserva invece lembi dell'originaria stesura d'intonaco preistorico, dipinto con ocra rossa. 
In fondo alla stanza un'apertura di m 1,30 per 2,50 di altezza immette nell'ultima stanza, quella che nel medioevo fungeva da presbiterio. Come il vano precedente anche questo presenta due colonne rastremate a sostenere il liscio soffitto; le sue dimensioni sono m 7,70 per 3,30.
Poco oltre l'ingresso, proprio sopra il sito dove nel medioevo era posizionato l'altare, è presente un punto luce, eseguito affinché l'officiante, durante le funzioni religiose, fosse investito da una sorta di "luce divina". Il camino, un rettangolo di 2,50 per 3 m, attraversa uno spessore di roccia di circa 5 metri sino ad aprirsi a livello del piano di campagna; sopra di questo la presenza di tre pilastri in muratura posti ai bordi del lucernario fanno ipotizzare l'esistenza, all'epoca, di una struttura lignea come riparo dalle precipitazioni di pioggia e neve.

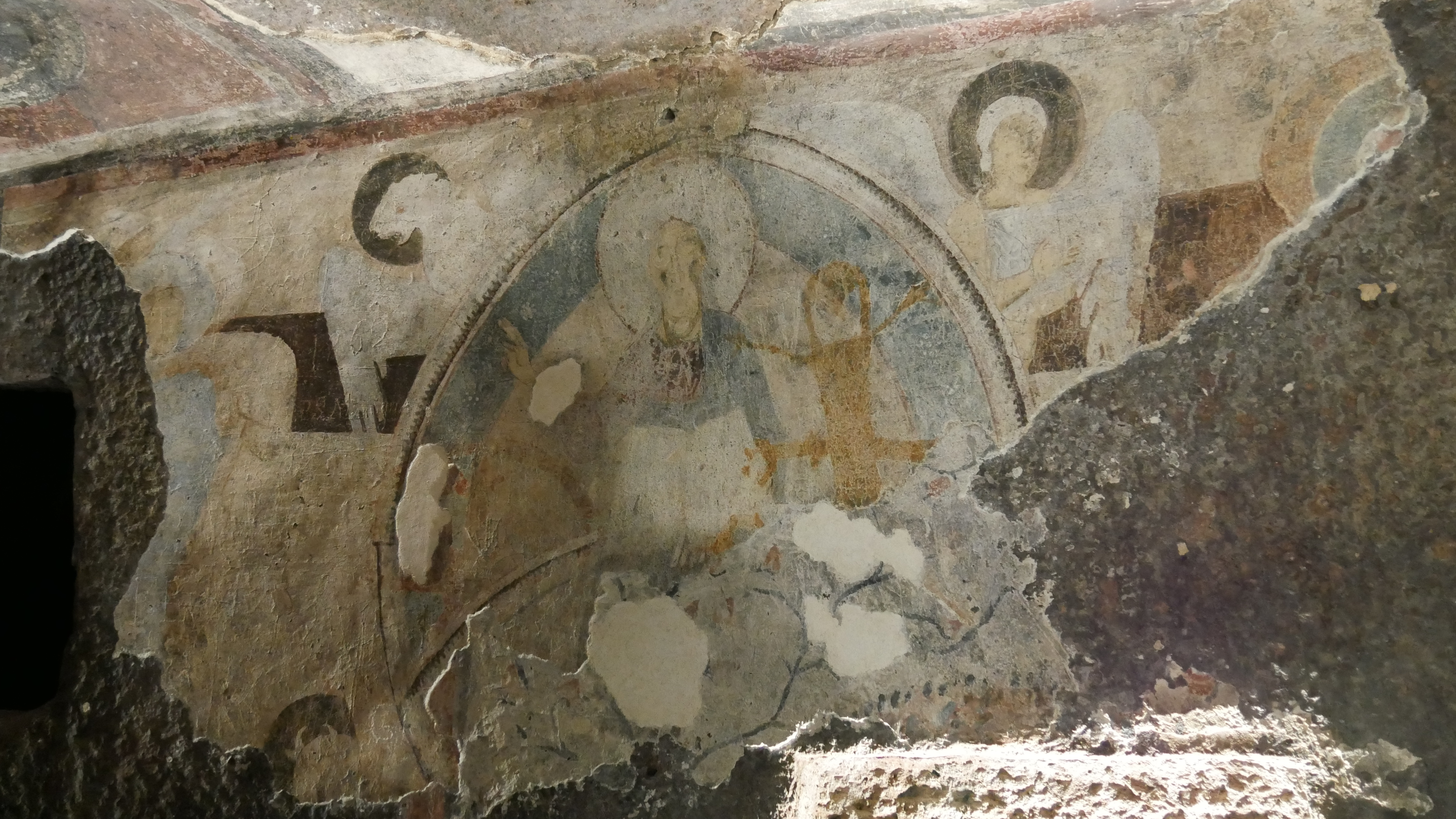
Affresco di età bizantina

Molti degli affreschi presenti in questo vano sono decisamente ben conservati: si distingue perfettamente un ciclo di affreschi di scuola romanica con scene del Nuovo Testamento che vanno dall'Annunciazione alla Visitazione di Maria a Elisabetta, alla Nascita di Gesù, all'Adorazione dei Re Magi, e poi la Presentazione di Gesù al Tempio, la Strage degli innocenti, san Giovanni Battista ecc. Al centro di una parete il Cristo in trono, contornato dai quattro evangelisti, leva la mano benedicente.
Il soffitto è riccamente decorato da motivi geometrici come losanghe, frecce convergenti, figure di uccelli, disegni cruciformi.

## La tomba a camera

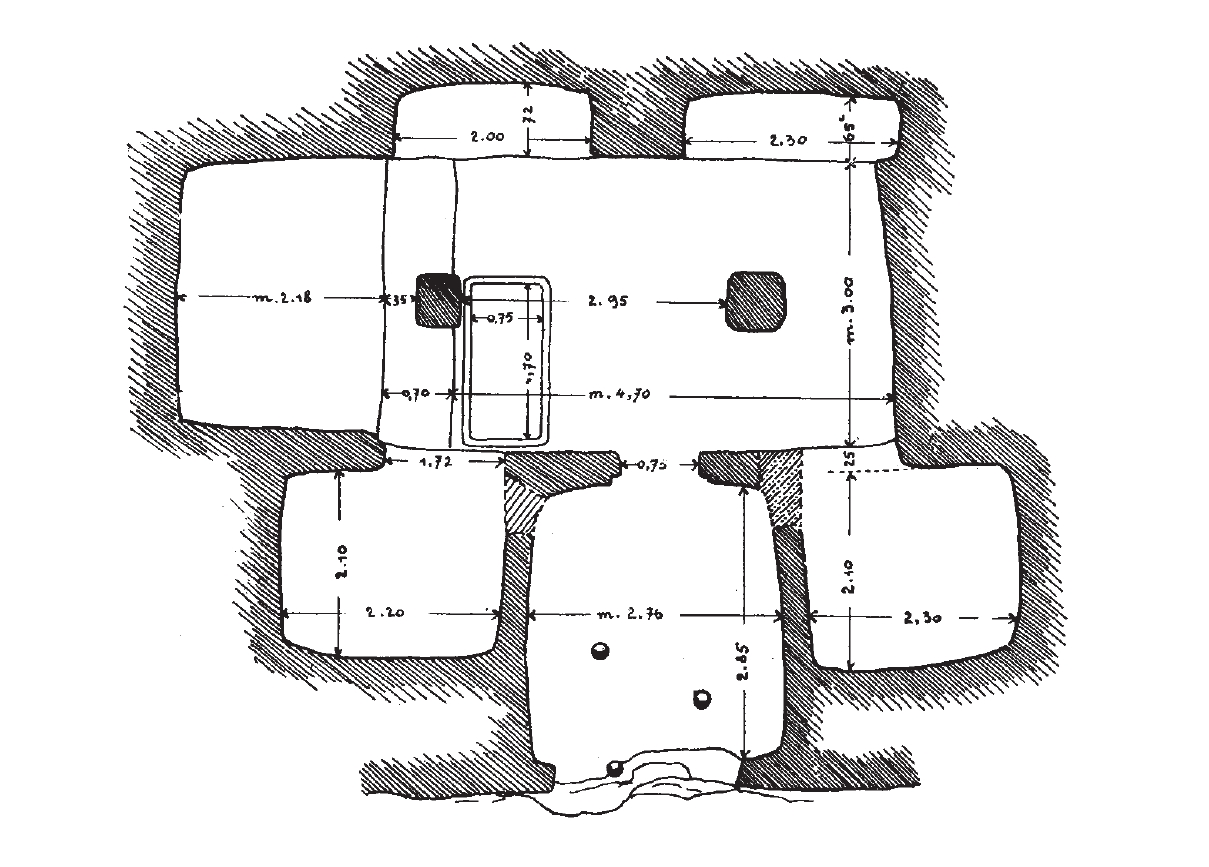
La Tomba a camera in pianta.

La Tomba a camera è un ipogeo composto di una serie di vani di piccole e grandi dimensioni che raggiungono, in altezza, anche il metro e ottanta.

Il vano principale della tomba è una stanza rettangolare di 4,70 m per 3,05; questa presenta un soffitto finemente lavorato che l'archeologo Antonio Taramelli, in una dettagliata relazione dell'inizio del secolo scorso, descrisse così: 
(Antonio Taramelli)

## La tomba a capanna

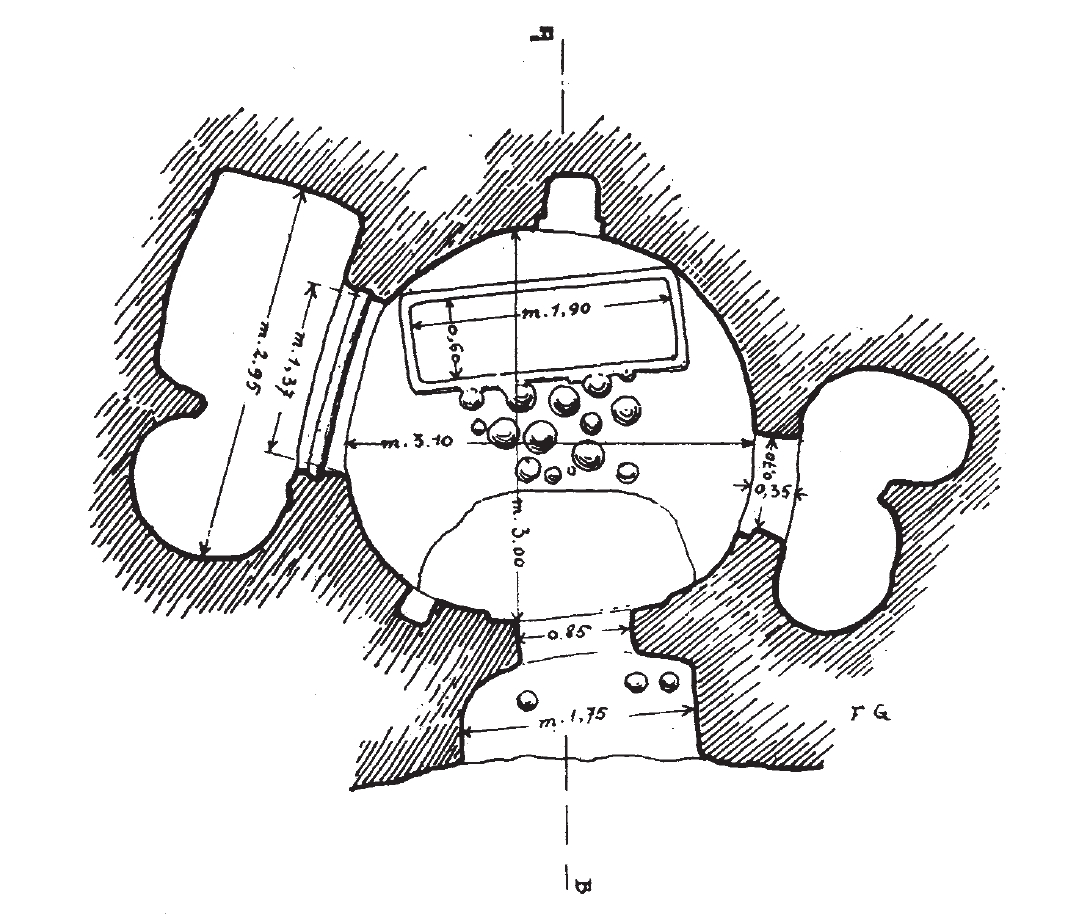
La Tomba a capanna in pianta.

La Tomba a capanna è una domus de janas a pianta circolare dal diametro di circa tre metri con la parete lievemente inclinata. Vi si accede dopo aver superato una piccola anticella rettangolare di m 1,70 per 0,80.
All'ingresso, ricavate nel pavimento, presenta diverse coppelle votive; anch'essa, come le precedenti, è interessata da un soffitto decorato da una raggiera di solchi incisi nella roccia che alludono alle travature destinate a sostenere il tetto di frasche tipico delle capanne eneolitiche del tempo. L'altezza al culmine è di circa due metri e trenta.
All'interno della tomba è presente una fossa terragna (m 1,90 x 0,60 x 0,70) probabilmente scavata nel periodo bizantino.

## Il "campanile"

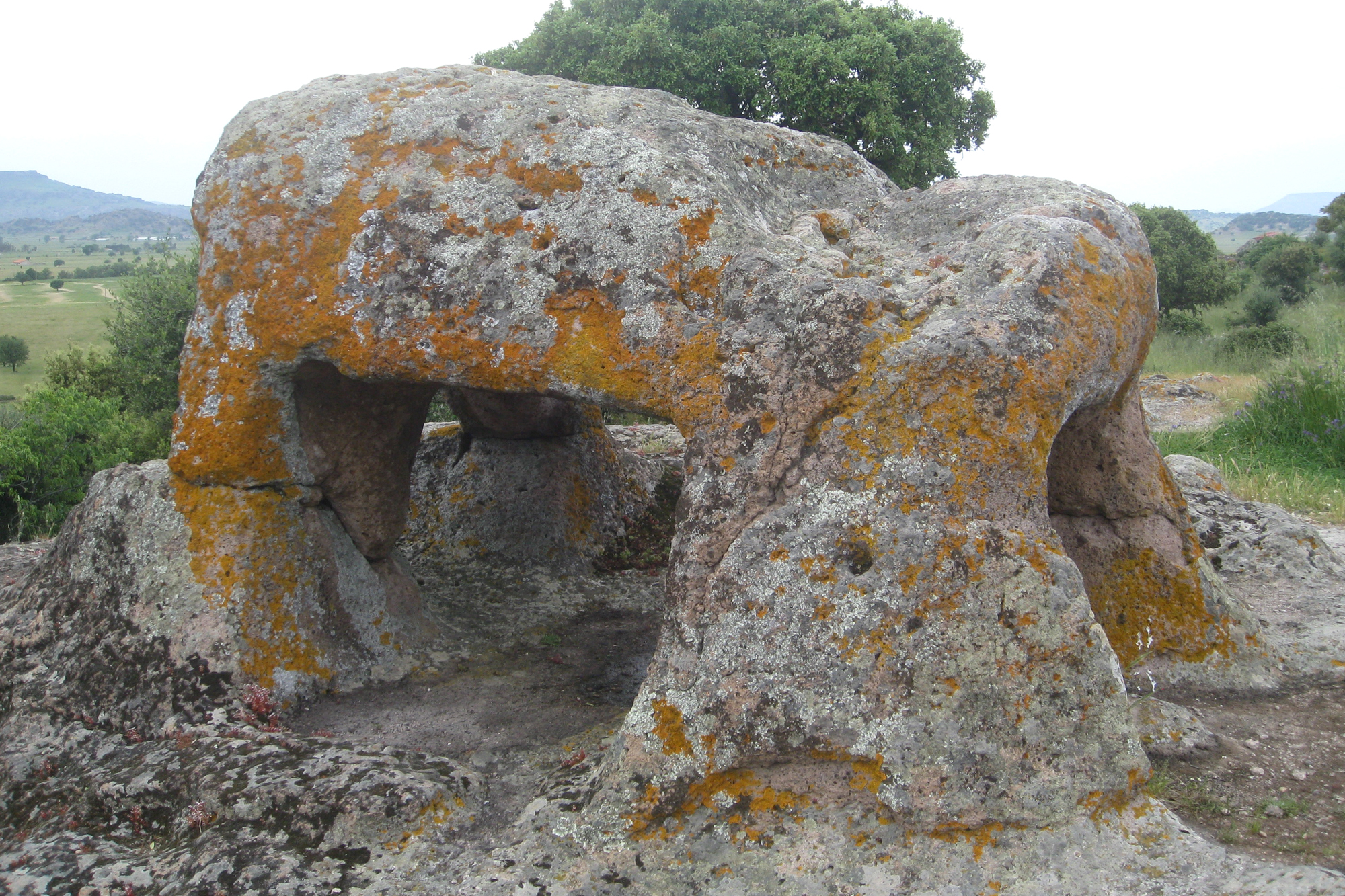
Il Toro sacro

Al di sopra del costone che ospita le domus de janas di Sant'Andrea Priu si leva una singolare formazione rocciosa, di circa m 4,40 x 2,50 x 1,90 di altezza, comunemente indicata come Il campanile. Da molti rinominata il Toro sacro per via della forma simile a quella del corpo di un grosso bovino, non di rado si è pensato ad una monumentale scultura, ora mutilata della testa, eseguita in onore della divinità maschile dei popoli prenuragici. In realtà il celebre "toro sacro" è semplicemente un monolito di trachite in parte modellato dagli agenti atmosferici "ed internamente traforato da una cella ipogeica le cui pareti furono sfondate" (A. Taramelli).